# Lipocalina asociada a la gelatinasa de neutrófilos
NGAL (Neutrophil Gelatinase-Associated Lipocalin) perteneciente al grupo de lipocalinas, es una proteína pequeña, de 178 aminoácidos, con un peso molecular de aproximadamente 25 kDa, y se expresa a muy bajas concentraciones en diferentes tejidos; por ejemplo, riñón, pulmón y tracto gastrointestinal, entre otros. Es capaz de filtrarse por el glomérulo. La sintetizan las células tubulares renales, entre otras.
Existen diferentes formas moleculares: monomérica (sintetizada en las células tubulares) y dimérica (liberada por neutrófilos). La forma monomérica es capaz de reabsorberse en el túbulo proximal.

## Función
La función principal de NGAL es actuar como un secuestrador de sideróforos (pequeñas moléculas que fijan hierro) para evitar la proliferación bacteriana. Mediante la formación del complejo sideróforo-NGAL las bacterias serían incapaces de aprovechar el hierro; por lo tanto, NGAL actúa como un agente bacteriostático. El complejo sideróforo-NGAL se reabsorbe en el túbulo proximal y el hierro se recicla por endocitosis.

## Utilidad diagnóstica
La lesión renal aguda (LRA) es una de las complicaciones más comunes; por lo tanto, el diagnóstico temprano es fundamental para el tratamiento. El aumento de los marcadores bioquímicos clásicos de daño renal agudo, como la creatinina sérica, no aparece hasta que la función renal se daña de forma irreversible, lo que aumenta la complejidad del tratamiento y la tasa de mortalidad. Por ello, para mejorar la prevención, el diagnóstico, el tratamiento, y el pronóstico de la LRA, se requieren nuevos biomarcadores tempranos. Uno de ellos es NGAL; se trata de un biomarcador de daño renal agudo (DRA) de los más estudiados.
Los niveles de NGAL predicen la aparición futura de lesión renal aguda después de tratamientos potencialmente perjudiciales para el riñón e incluso el empeoramiento agudo de las nefropatías inestables. Además, NGAL puede estar involucrado en el proceso fisiopatológico de las enfermedades renales crónicas, como la enfermedad renal poliquística y la glomerulonefritis. Los niveles de NGAL se correlacionan claramente con la gravedad de la insuficiencia renal, expresando el grado de daño activo subyacente a la condición crónica. Por todas estas razones, NGAL es uno de los biomarcadores de última generación más prometedores en nefrología clínica.
NGAL se asocia con la caspasa 3 en las células tubulares renales con lesión renal inducida por endotoxina, y puede regular su expresión e inhibir la apoptosis.
BIOMARCADOR DE DAÑO RENAL CAUSADO POR NICOTINA:
A pesar de que el daño renal asociado al consumo de tabaco está relacionado con el daño renal crónico, estudios experimentales realizados por Arany y cols. (2011) mostraron que la exposición crónica a nicotina podía sensibilizar a los animales a sufrir un daño renal agudo, por lo que  NGAL sería susceptible de sintetizarse en ambos casos. 
Se observó una tendencia al incremento de la excreción de NGAL a medida que incrementaba el consumo de tabaco.
Por otro lado, presenta utilidad en otros escenarios como son en cirugía cardíaca, nefropatía de contraste, y trasplante renal.
Se sintetiza en el epitelio dañado y se eleva significativamente su concentración en sangre y orina (a las 2 horas). Asimismo, a causa del daño renal, disminuye su reabsorción, por lo que su concentración se ve aún más aumentada en orina. Además, NGAL es detectada antes que otros marcadores.
Respecto a la utilidad diagnóstica, está limitada debido a que presenta baja selectividad (NGAL también se ve aumentada en otras patologías, como en una infección del tracto urinario, en enfermedad renal crónica y síndromes inflamatorios no renales, entre otros).